# StrokeIt
StrokeIt — утилита для управления с помощью мышиных жестов в Windows. Создана программистом Джеффом Дозаном.

Мышиная команда N (вызывает создание нового окна)

Поддерживает обучение новым жестам, различает разные программы и может содержать как набор общих для всех программ жестов, так и наборы для каждой программы.
Программа поставляется с готовым набором команд, который может быть изменен или дополнен, и может быть настроена на отключение в играх и других программах со встроенными жестами. Существует механизм расширений, впрочем, на сайте имеется только 2 расширения.
Использование программы позволяет ускорить выполнение команд, облегчить нагрузку на зрение. Некоторые окна обрабатывают нажатие правой кнопки особым образом, поэтому не позволяют чертить жесты: например, все утилиты администратора в Windows, браузер Edge в Windows 10.
Интерфейс переведен на множество языков, на сайте программы выложены языковые пакеты.
Программа бесплатна для некоммерческого использования, коммерческая версия стоит $10. У неё существует несколько аналогов (см. в статье mouse gestures).

## Версии
- 18 июня 2009 г. - версия 9.6. Системные окна в Windows Vista и выше теперь также подчиняются жестам.
- 4 января 2010 г. - версия 9.7. Новая Pro версия с использованием скриптов Lua и поддержкой мышек с 4/5 кнопками. Исправлены все известные вылеты программы начиная от Win 95 до Win7...

## Внешние ссылки
- Домашняя страница программы